# 神保景正
神保 景正（じんぼう かげまさ）は、戦国時代から江戸時代にかけての武将。小早川氏、毛利氏の家臣で、長州藩士。

## 生涯
景正の出自はよく分かっていないが、永禄4年（1561年）に生まれる。はじめ小早川隆景に仕え、足軽大将（物頭役）を務めた。諱の「景」の字は隆景からの偏諱と思われる。
文禄・慶長の役では隆景に従って朝鮮に渡り、隆景が三原に隠居した際にも従っている。慶長2年（1597年）6月12日に隆景が死去した後は牢人となったが、後に召し出され毛利秀就に仕えた。
寛永19年（1642年）8月28日に死去。享年82。子の就正が後を継いだ。